# Podlesí (region)

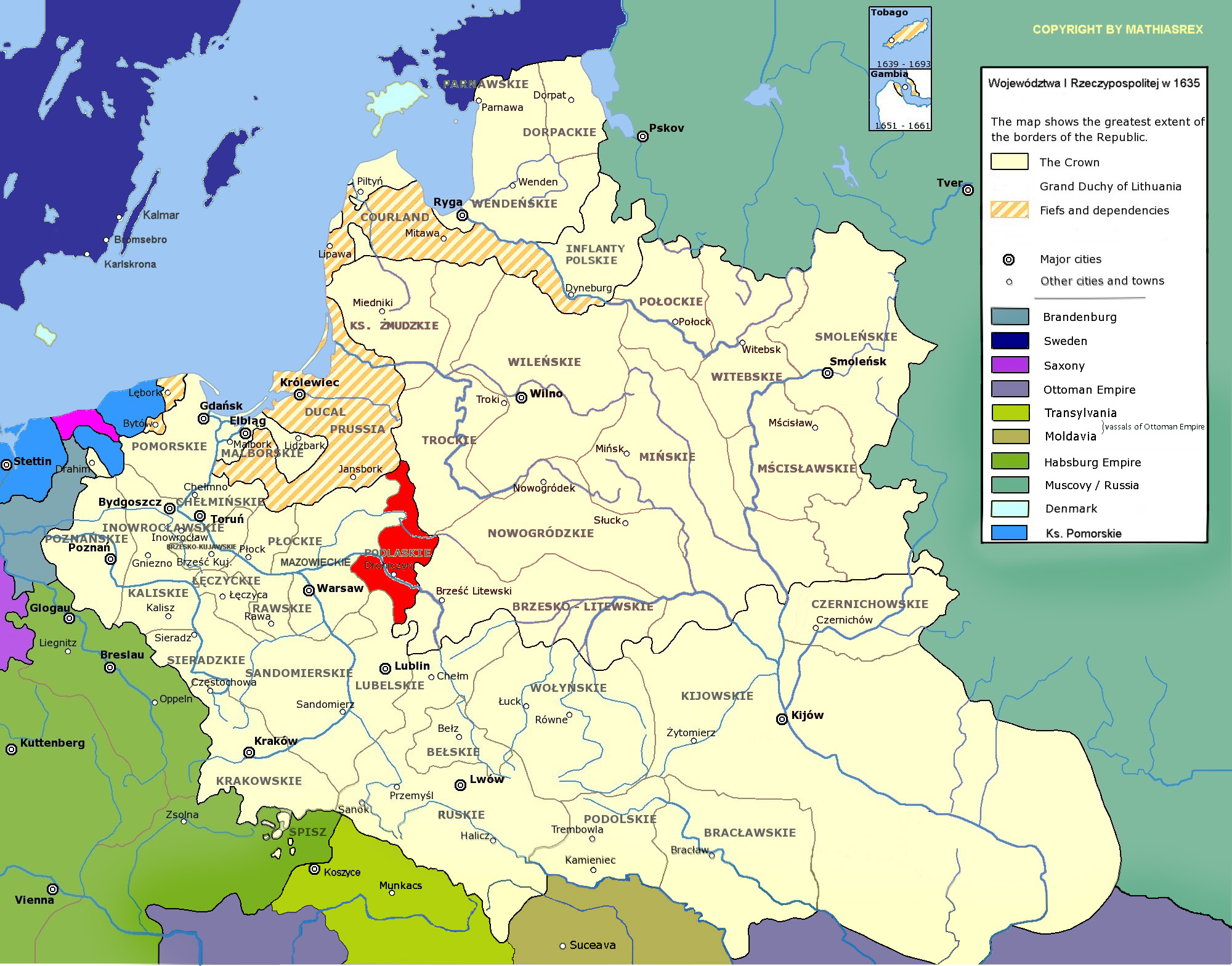
Podlesí v Republice obou národů, 1635

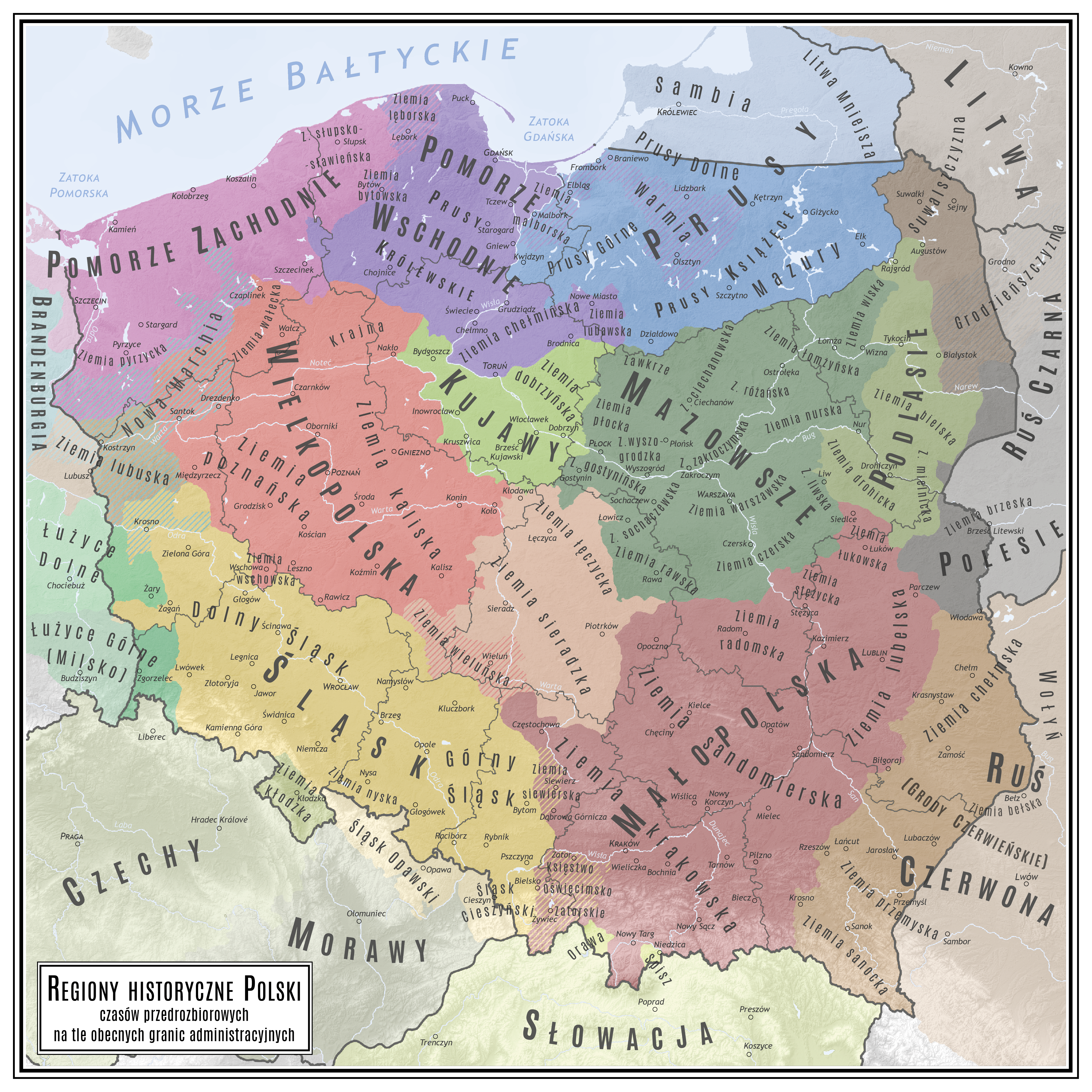
Podlesí a další historické země Polska na pozadí moderních správních hranic

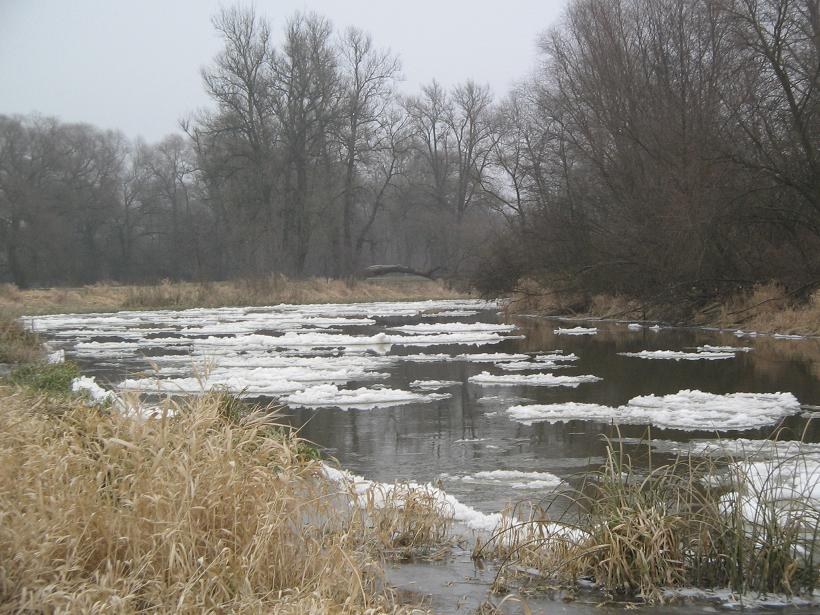
Západní Bug
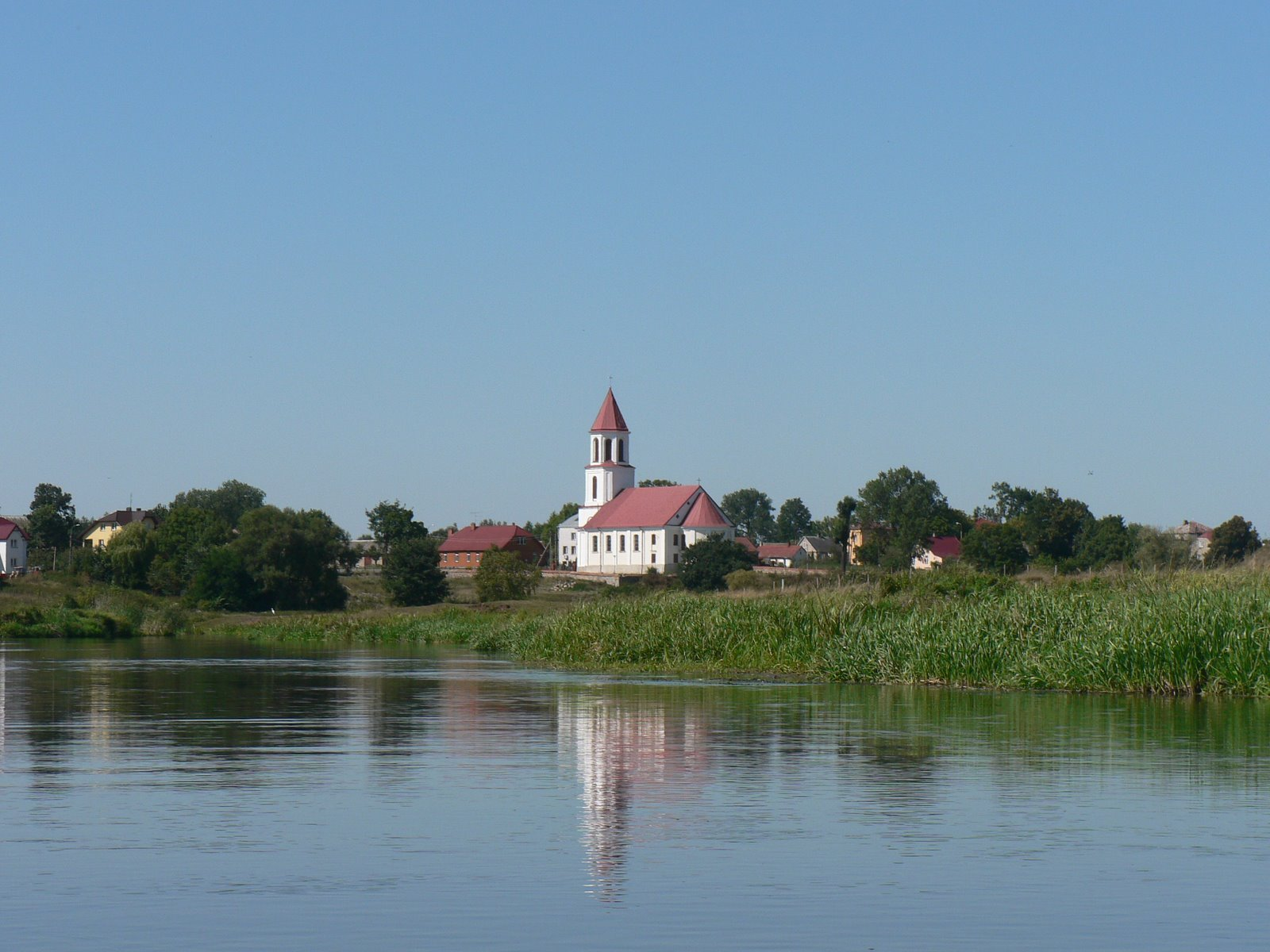
Narew
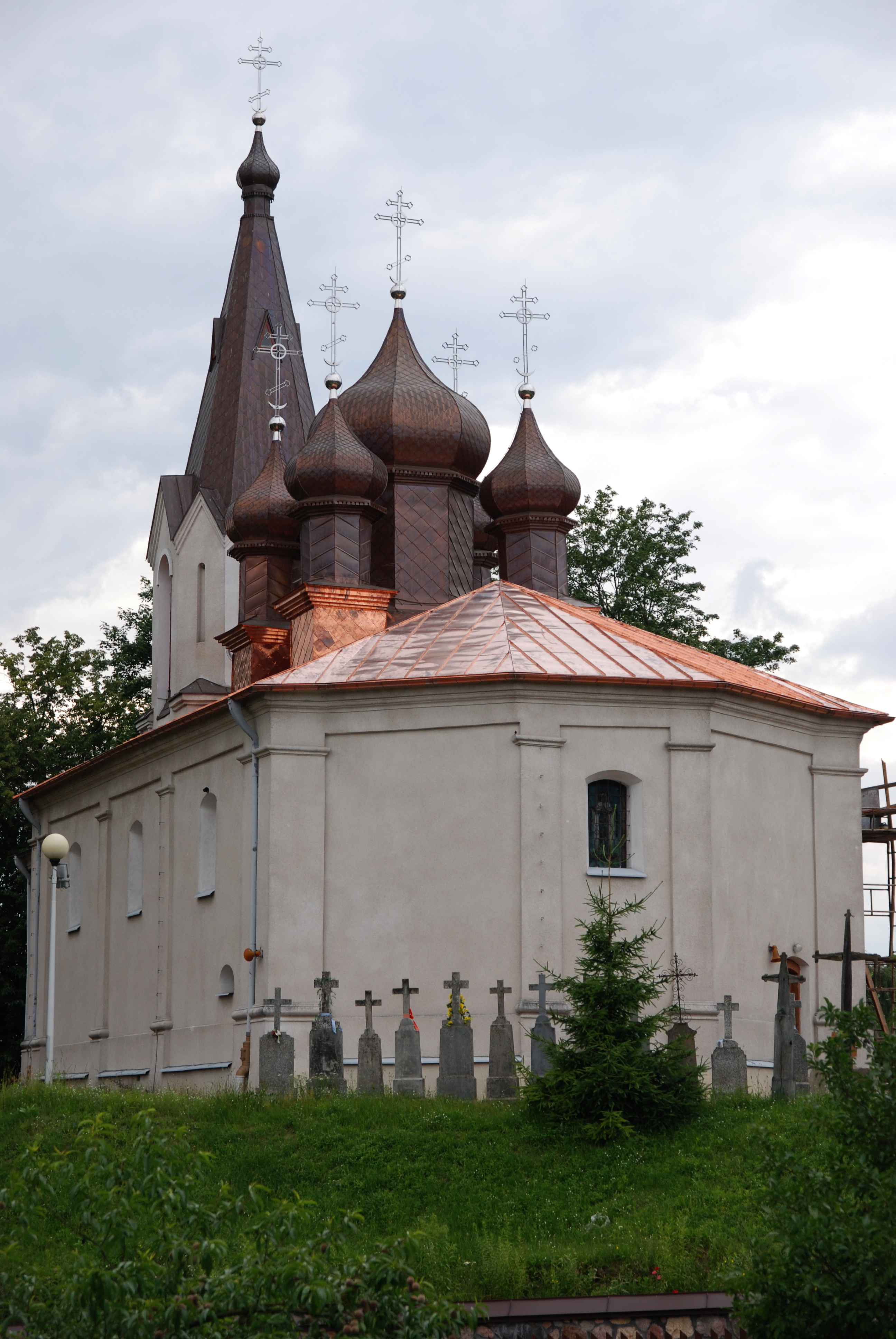
Chrám v Mielniku
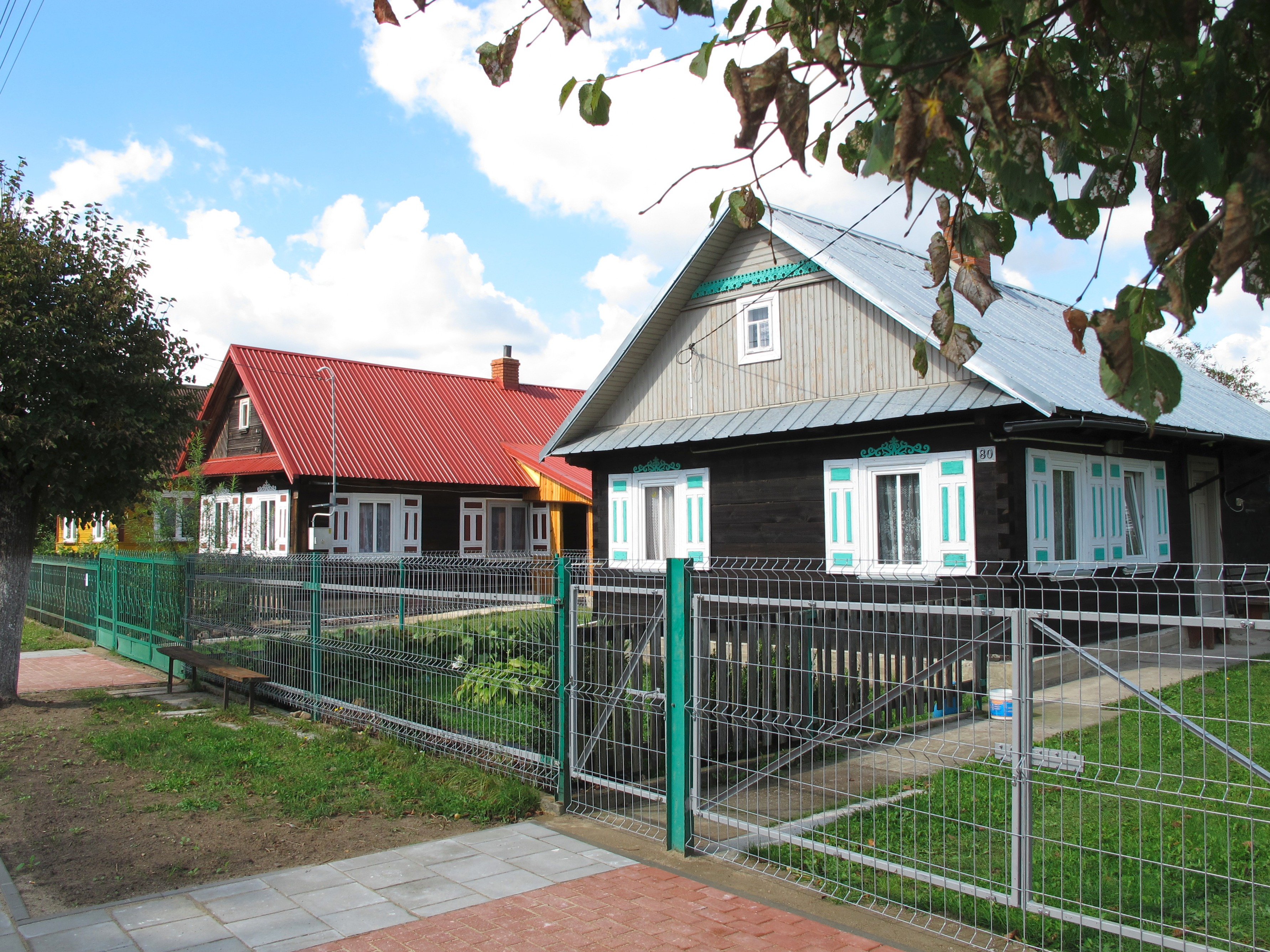
Vesnice Trześcianka

Podlesí je historický region na východě Polska a západě Běloruska. Hraničí mezi řekou Biebrza na severu a na jihu s regionem Polesí, který je přírodním pokračováním. Oblast se v polštině nazývá Podlasie, Podlasko nebo Podlasze. Падляшша (Padljašša) bělorusky, Підлісся (Pidlissja), Підлясіє (Pidljasije), Підляшшя (Pidlyashya) či Підляхія (Pidljaxija) ukrajinsky a Palenkė v litevštině. Část území spadá do podleského vojvodství. Kromě Poláků a Bělorusů zde žije i tatarská menšina (Lipkové, litevští Tataři).

## Významná města
|    | Město          | Počet obyvatel (2014) | Stát, administrativní region |
| -- | -------------- | --------------------- | ---------------------------- |
| 1. | Brest          | 331 000               | Bělorusko, Brestská oblast   |
| 2. | Białystok      | 295 624               | Polsko, Podleské vojvodství  |
| 3. | Biała Podlaska | 57 471                | Polsko, Lublinské vojvodství |
| 4. | Kobryn         | 52 489                | Bělorusko, Brestská oblast   |
| 5. | Augustów       | 30 616                | Polsko, Podleské vojvodství  |